# Leïla Houari
Leïla Houari, née en 1958 à Casablanca, est une écrivaine, journaliste, dramaturge, poétesse et restauratrice marocaine. Son œuvre est marquée par son expérience de l'immigration en Belgique et son déchirement entre sa culture marocaine et celle de la Belgique. Elle a reçu le prix de la Fondation Laurence Trân en 1986 pour son premier roman autobiographique intitulé Zeïda de nulle part. Elle publie également des pièces de théâtre et anime des ateliers d'écritures pour les femmes et les enfants marocains issus de l'immigration.

## Biographie
Leïla Houari naît en 1958 à Casablanca. elle est l'ainée de la famille et passe son enfance à Fès. Son père part travailler en Belgique dans les années 1960 et Leïla Haouari le rejoint à l'âge de sept ans avec sa famille en 1965. Elle est tiraillée entre le mode de vie occidental et la culture de sa famille. Elle lit beaucoup et découvre la littérature arabe, notamment Les mille et une nuit à travers sa langue d'adoption qui est le français. Elle est passionnée par le théâtre mais son père veut qu'elle fasse des études universitaires.
Elle se révèle douée dans ses études, mais ne les termine pas à cause d'une crise identitaire qui la pousse à retourner au Maroc en 1977,.

### Carrière littéraire
Quand elle revient en Belgique, elle s'engage dans un mouvement de jeunes confrontés aux mêmes problèmes d'identité tiraillée entre l'attachement aux origines et la difficulté de trouver leur place dans la société en Belgique,. De cette initiation elle publie un premier roman Zeïda de nulle part, qui est en partie autobiographique. Elle devient par ce roman la représentante d'une génération issue de l'immigration qui peine à trouver sa place, déchirée entre plusieurs identités et elle obtient le prix de la Fondation Laurence Trân.
Dans les années 1990 elle s'implique dans des ateliers d'alphabétisation avec des femmes du Maghreb au centre des Étangs noirs de Bruxelles, aboutissant à la publication de Femmes aux mille portes, et de Et de la ville je te parle, réalisé avec des enfants marocains,.
Elle monte le spectacle Nous l’immigration, en 1985, qui reprend la thématique de l'immigration abordée dans les roman Zeïda de nulle part publié en 1985, Quand tu verras la mer et Et de la ville, je t’en parle.
Quand tu verras la mer aborde la question de l'amour de ses racines en dépit du rejet des autochtone dans le pays d'origine. Zeïda de nulle part aborde le thème de l'exclusion et du racisme. Ces romans ont été traduits en italien et en allemand.
Elle est également journaliste pour Tribune immigrée et animatrice d'ateliers d'alphabétisation à Paris et Bruxelles.
Elle s'installe à Paris en 1996, où elle tient un restaurant À la Vierge de la Réunion avec son conjoint dans le 20e arrondissement, arrêtant l'écriture pendant douze années. Elle publie ensuite un recueil de nouvelles, Le chagrin de Marie-Louise et un roman, Celle que tu vis.
Ses œuvres sont parfois rangées dans la catégorie de littérature féminine beure, emblématique d'un héritage culturel issu de deux cultures différentes,.

## Publications
Spectacles et pièces de théâtre
- Nous l’immigration, 1985
- Les Cases basses, Harmattan, 1993 (ISBN 978-2-7384-2134-0, OCLC 31646131)

Romans
- Zei͏̈da Roman ; Prix Laurence Tran 1985, 1987 (ISBN 978-3-922166-30-6, OCLC 74847417).
- Et de la ville, je t’en parle, 1996
- Celle que tu vis
- Ni langue ni pays : roman, 2018 (ISBN 978-2-14-006595-8, OCLC 1065537545)
- Les Rives identitaires : récit nomade, Harmattan, 2011 (ISBN 978-2-296-54625-7, OCLC 734008131)

Non fiction
- Joss Dray, Femmes aux mille portes : portraits, mémoire, EPO, 1996 (ISBN 978-2-87262-110-1, OCLC 37266271)
- Cuisine intérieure (ill. Marcel Vandeweyer), 2014 (ISBN 978-2-343-03635-9, OCLC 885175794)

Nouvelles
- Quand tu verras la mer, Harmattan, 1988 (ISBN 978-2-7384-0093-2, OCLC 18594726)[11]
- Le Chagrin de Marie-Louise : nouvelles, L'Harmattan, 2009 (ISBN 978-2-296-08578-7, OCLC 416230415)

Poésie
- Poème-fleuve pour noyer le temps présent (ill. Marcel Vandeweyer), Editions L'Harmattan, 1995 (ISBN 978-2-7384-3156-1, OCLC 38468463)
- Elle irait dans l'île, L'Harmattan, 2020 (ISBN 978-2-14-015241-2, OCLC 1183830392)
- Damrak

## Prix et distinctions
- 1986 : prix de la Fondation Laurence-Trân pour Zeïda de nulle part[4].